# Swiftair
Swiftair S.A. est une compagnie aérienne dont le siège se trouve à Madrid. Elle exploite des lignes régulières et charter en Europe, Afrique du Nord et au Moyen-Orient.
Sa base principale se situe à l'aéroport Adolfo Suárez Madrid-Barajas[réf. souhaitée].

## Histoire
La compagnie a été fondée en 1986. Elle possède également la compagnie cargo Mediterranean Air Freight (en).
En 2019, la maison mère de Swiftair prend le contrôle de la société WestAtlantic, spécialisée en fret aérien.
D'octobre 2005 à juillet 2011, la compagnie a travaillé au profit de l'Organisation des Nations unies avec deux McDonnell Douglas MD-83 basés à Khartoum (Soudan) pour la mission des Nations unies au Soudan[réf. nécessaire].

## Accidents et incidents
- Le 28 juillet 1998, le vol 704 Swiftair, un Fairchild SA227-AC Metro III assurant un vol cargo entre l'aéroport de Palma de Majorque et l'aéroport de Barcelone-El Prat s'est écrasé à la suite d'une perte de contrôle de l'appareil. L'accident a provoqué la mort des deux membres d'équipage[3].
- Le 24 janvier 2012 à Kandahar, de graves erreurs de pilotage amènent à un crash à l’atterrissage. Pas de mort mais de nombreux blessés officiellement « légers »[4]. Siège de Swiftair (Madrid).

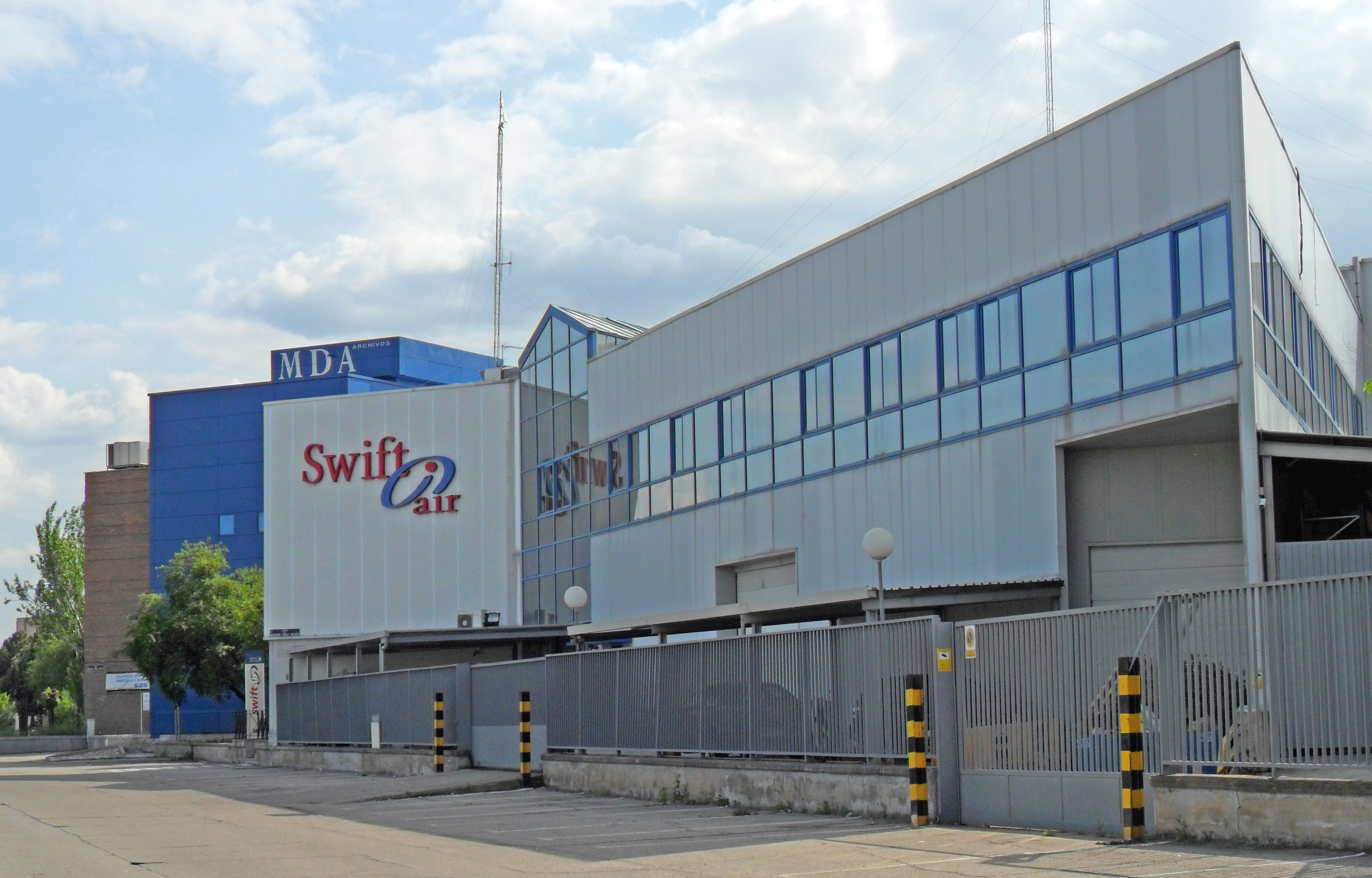
Siège de Swiftair (Madrid).

- Le 24 juillet 2014, le vol Air Algérie 5017, un McDonnell Douglas MD-83 affrété par la compagnie Air Algérie et assurant la liaison entre l'aéroport de Ouagadougou (Burkina Faso) et l'aéroport d'Alger - Houari-Boumédiène (Algérie) s'est écrasé environ 50 minutes après son décollage. La non-activation des systèmes de dégivrage par l'équipage alors que l'appareil volait en conditions givrantes est très probablement la cause de l'accident. Les 116 passagers et membres d'équipage ont trouvé la mort[5],[6].
- Le 24 septembre 2022, un Boeing 737-400 (Fret) immatriculé EC-NLS, assurant le vol SWN5745 reliant Paris CDG (France) à Montpellier (France) atterrit dans des conditions météorologiques dégradées, avec une visibilité faible et de nuit. L'avion sort de la piste 12L et finit sa course dans l'étang, sans dommages humains.
- Le 25 novembre 2024, le Boeing 737 opérant le vol 5960 s'écrase lors de son approche finale sur l'aéroport international de Vilnius.

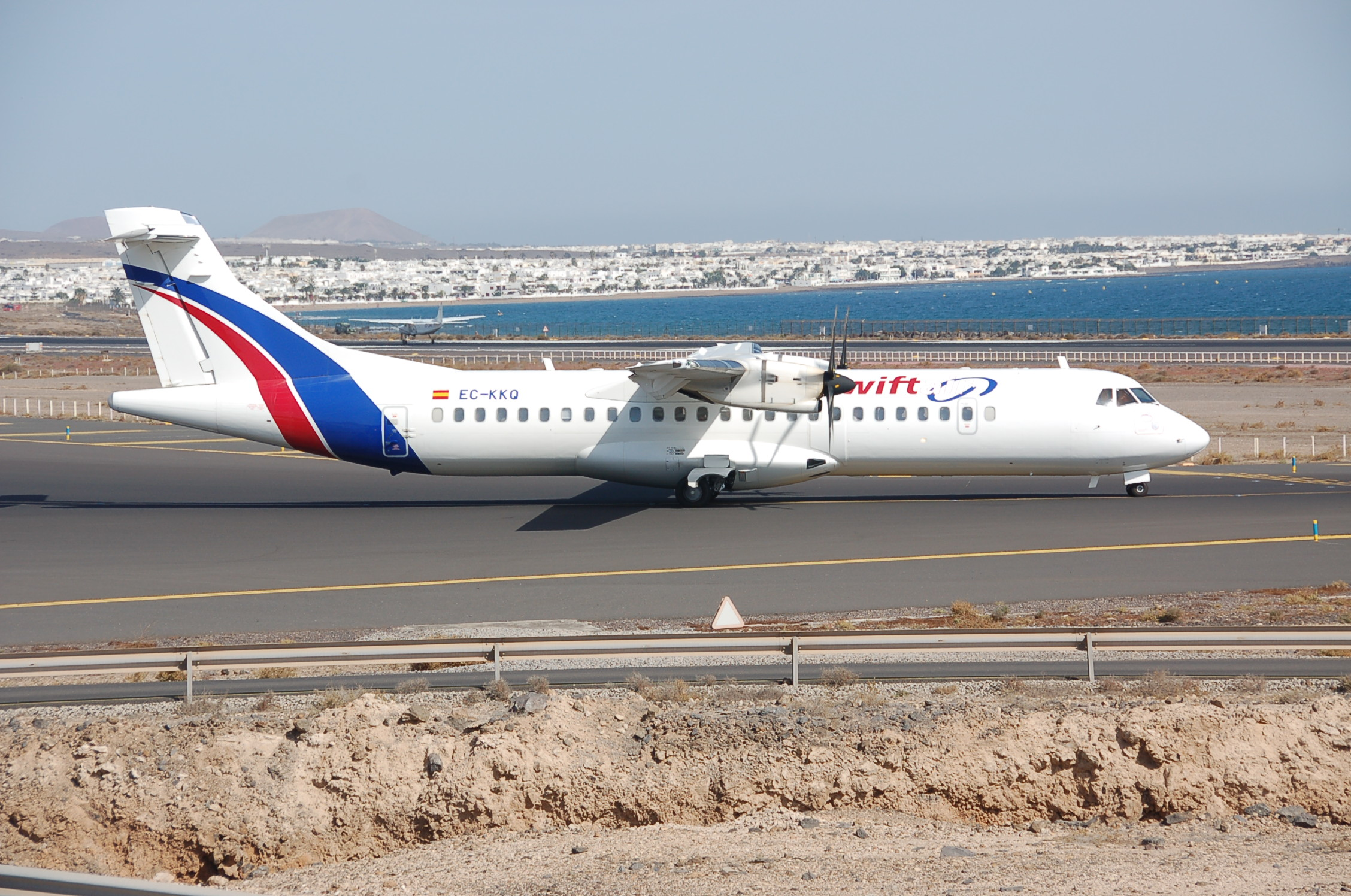
Un ATR 72 (EC-KKQ) passagers de Swiftair

## Flotte

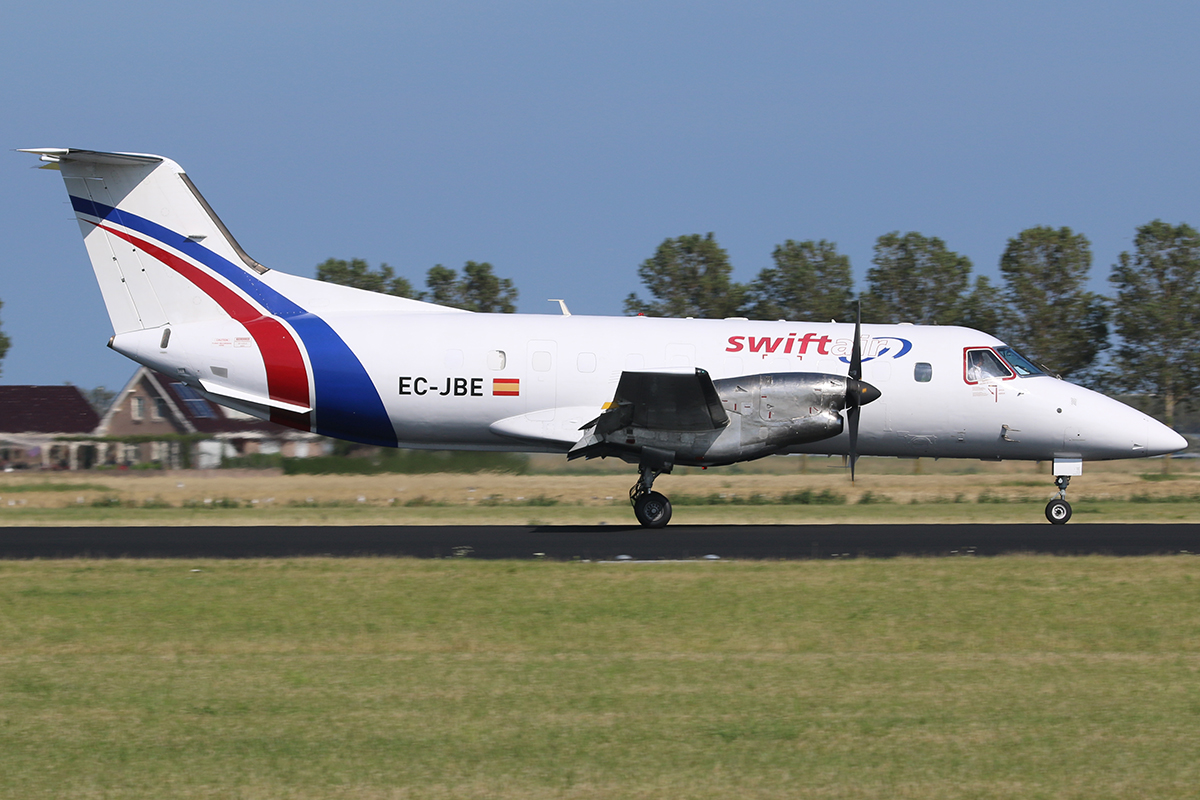
Un avion cargo de type Embraer EMB.120ER (EC-JBE)

### Flotte actuelle
Voici un tableau présentant la flotte de Swiftair (octobre 2020) :

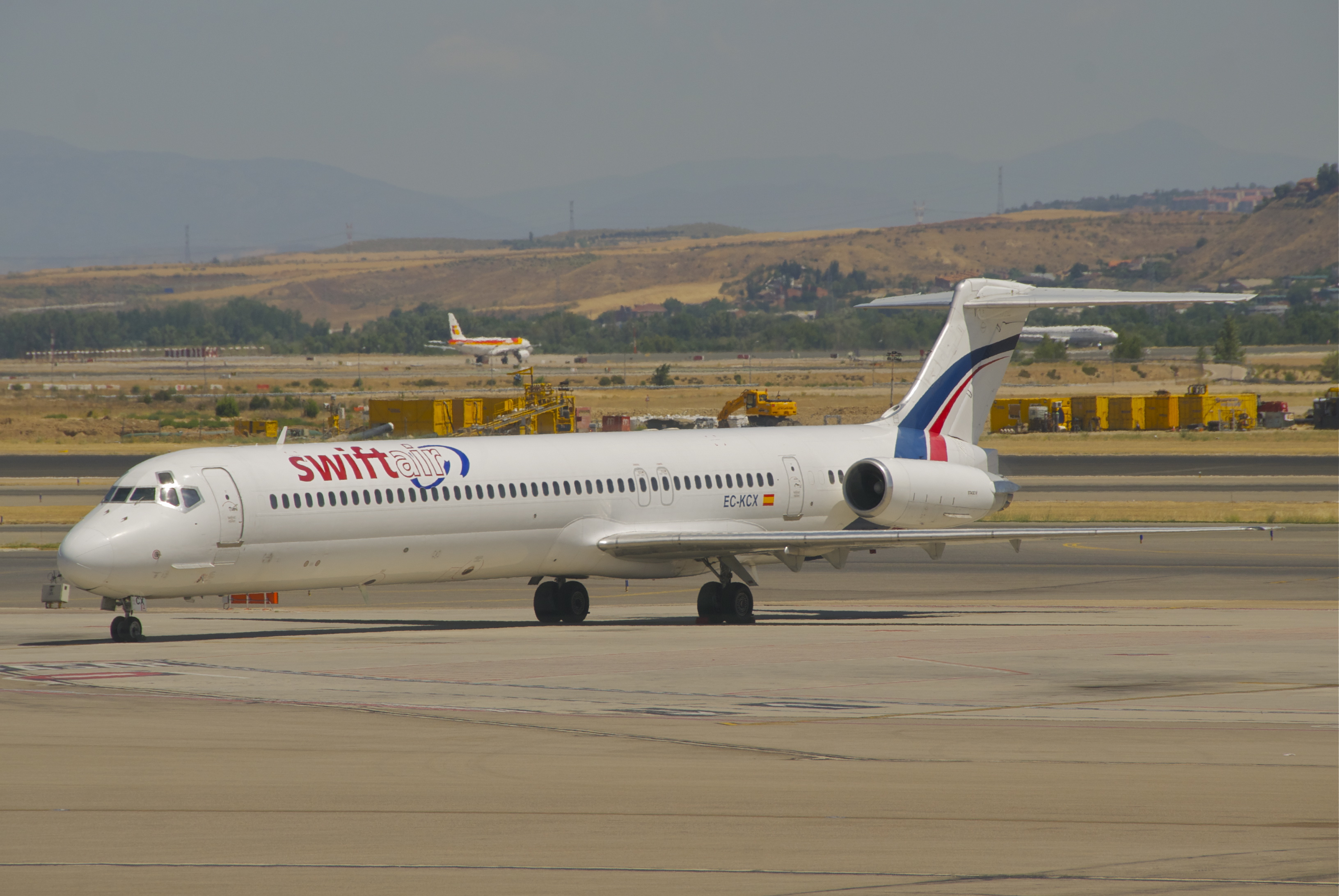
Un ancien McDonnell Douglas MD-83; (EC-KCX) à Madrid (2012)

### Flotte retirée
La compagnie a auparavant exploité les avions suivants :